# (136199) Éris
Vous lisez un « article de qualité » labellisé en 2021.  Il fait partie d'un « thème de qualité ».
Pour les articles homonymes, voir Éris (homonymie).
(136199) Éris (internationalement (136199) Eris ; désignation provisoire 2003 UB313) est une planète naine du Système solaire, la plus massive (27 % de plus que Pluton) et la deuxième plus grande (2 326 km de diamètre, contre 2 370 pour Pluton). C'est ainsi le 9e corps connu le plus massif et le 10e plus grand en orbite directement autour du Soleil. Par ailleurs, c'est le plus gros objet du Système solaire n'ayant pas encore été survolé par une sonde spatiale.
Objet transneptunien, et plus précisément un objet du disque des objets épars, Éris est située au-delà de la ceinture de Kuiper. Son orbite possède une forte inclinaison (44°) et une grande excentricité (0,436), se situant entre 37 et 97 unités astronomiques (ua) du Soleil — plus de deux fois l'aphélie de Pluton. Cela en fait la planète naine connue la plus éloignée en moyenne du Soleil. Elle parcourt cette orbite avec une période de révolution de 559 ans et est, depuis sa découverte, proche de son aphélie, vers 96 ua. Jusqu'en 2018, à l'exception de certaines comètes de longue période, Éris et son unique satellite naturel Dysnomie (d'environ 700 km de diamètre) sont les objets naturels connus les plus éloignés du Système solaire. Sa période de rotation est estimée à 25,9 h, mais cette valeur ne fait pas totalement consensus. Sa masse volumique de 2,52 ± 0,07 g/cm3 indique qu'elle est majoritairement rocheuse mais recouverte d'une couche de glaces très brillante, ce qui lui confère un important albédo de 0,96. Elle posséderait une légère atmosphère, composée de méthane et d'azote, évoluant en fonction de sa distance au Soleil, similairement à l'atmosphère de Pluton.
Éris est découverte le 5 janvier 2005 par l'équipe de Michael E. Brown, Chadwick Trujillo et David Rabinowitz, du California Institute of Technology (Caltech) à l'observatoire Palomar, qui la surnomment d'abord « Xena », d'après la série télévisée Xena, la guerrière. L'annonce de sa découverte, précipitée à la suite des controverses liées à la découverte de Hauméa, est faite officiellement le 29 juillet 2005. Sa taille, alors estimée comme étant beaucoup plus importante que celle de Pluton, fait qu'elle est initialement qualifiée de dixième planète du Système solaire par ses découvreurs et les médias. Cette qualification, ainsi que la perspective de découvrir d'autres objets similaires à l'avenir, incitent l'Union astronomique internationale (UAI) à définir le terme « planète » pour la première fois de façon formelle. Selon cette définition approuvée le 24 août 2006, Éris est une planète naine, au même titre que Pluton et Cérès, définition qui sera ensuite également appliquée à Hauméa et Makémaké. En juin 2008, l'UAI décide par ailleurs de classer Éris dans la catégorie des plutoïdes, les planètes naines orbitant plus loin que Neptune. Elle porte le nom de la déesse grecque de la discorde, Éris, par allusion au conflit que sa découverte a provoqué parmi les astronomes au sujet des critères définissant une planète.

## Historique

### Découverte

#### Première observation

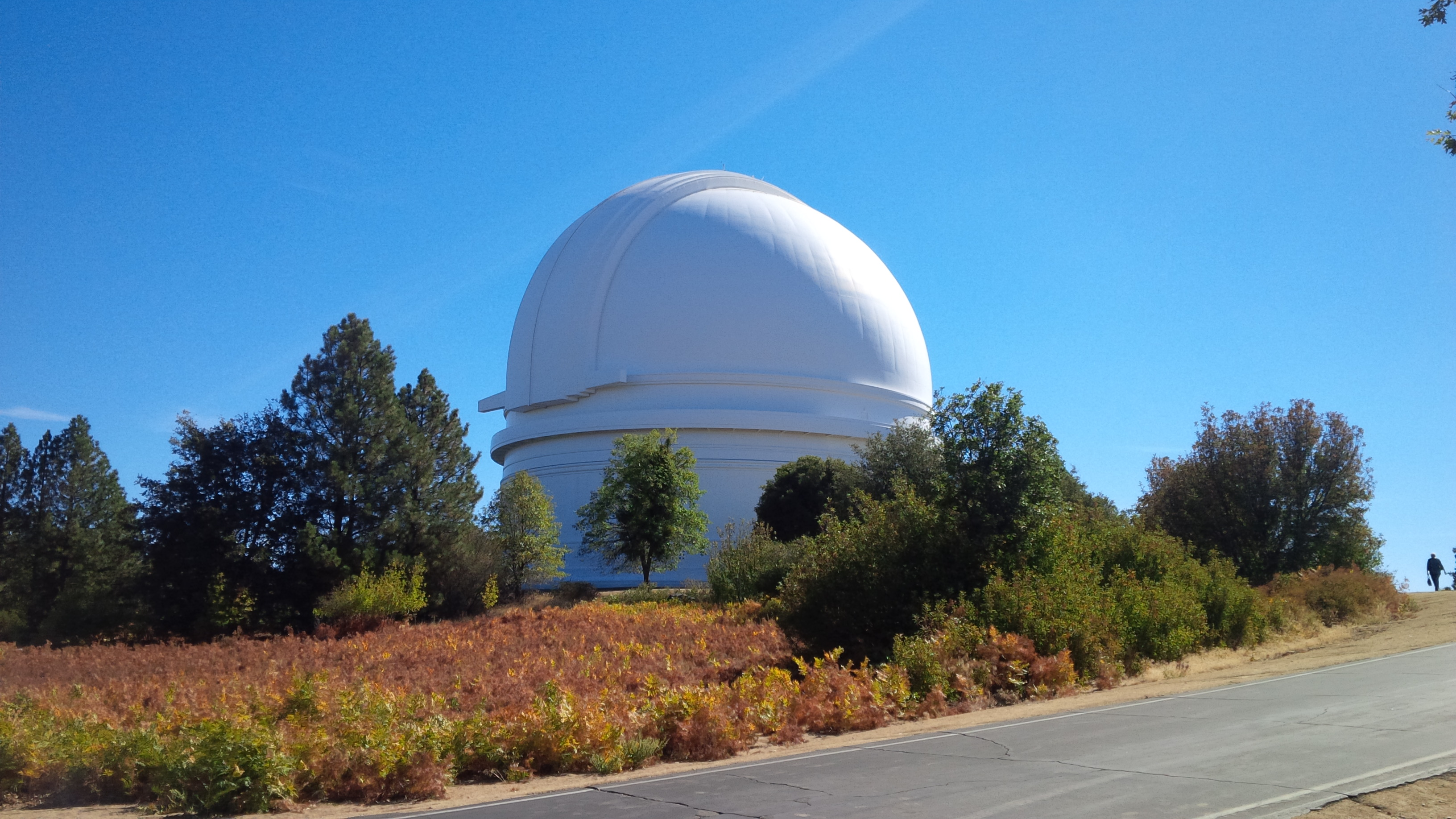
Observatoire Palomar du Caltech, situé à San Diego aux États-Unis.

La découverte d'Éris s'inscrit dans le contexte de la recherche d'une dixième planète (planète X) après Pluton, alors encore considérée comme une planète,. Elle est relancée à la suite de la découverte de (90377) Sedna en novembre 2003 par Michael E. Brown, Chadwick Trujillo et David L. Rabinowitz du California Institute of Technology (Caltech). Celle-ci ayant été observée alors qu'elle était à la limite de détection de leur logiciel (mouvement de 1,5 seconde d'arc par heure) destinée à limiter les faux positifs, les astronomes américains décident d'abaisser ce seuil car ils postulent qu'il existe de nombreux autres grands corps après l'orbite de Pluton,. À partir de septembre 2004, les équipes de Caltech traitent leurs anciennes images avec un nouvel algorithme qui parvient à détecter Éris sur une image prise le 21 octobre 2003 avec l'outil QUEST du télescope de Schmidt Samuel-Oschin de 1,22 mètre à l'observatoire Palomar, en Californie,,.

Animation montrant le mouvement d'Éris (pointée par la flèche) sur trois images prises en trois heures et ayant permis la découverte.

L'existence d'Éris est constatée le 5 janvier 2005 par Mike Brown et son équipe, qui lui donnent le surnom de « Xena » et comme nom de code K21021C,. Elle suit la découverte par QUEST de (136108) Hauméa (alors surnommée « Santa ») réalisée en décembre 2004 et précède la découverte de (136472) Makémaké (alors surnommée « Easter Bunny ») en mars 2005. Cependant, l'équipe de Caltech décide de n'annoncer publiquement aucune de ces découvertes, et garde secrète l'information de l'existence d'Éris ainsi que de plusieurs autres grands objets transneptuniens, en attendant des observations supplémentaires pour mieux déterminer leur nature,,,. Lors de ces recherches, elle constate que, bien que Xena soit trois fois plus éloignée que Pluton et 30 % plus éloignée que Sedna, elle est six fois plus lumineuse. Ceci les amène à penser qu'elle est plus grande que les deux autres en supposant un albédo usuel de 0,6 à 0,7 pour l'objet.
Des images d'une pré-découverte sont ensuite retrouvées, le plus ancien cliché d'Éris datant du 3 septembre 1954, sans qu'elle ne soit relevée à l'époque,.

#### Annonce publique précipitée
L'annonce publique d'Éris, initialement prévue pour septembre ou octobre 2005 lors d'une conférence internationale, est précipitée par l'annonce de la découverte de Hauméa par une équipe espagnole dirigée par José Luis Ortiz Moreno de l'Instituto de Astrofísica de Andalucía.

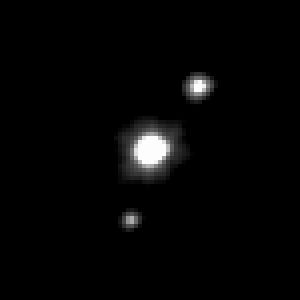
L'annonce de la découverte de Hauméa, ici imagée par Hubble avec ses lunes Hiʻiaka et Namaka, par une autre équipe que Caltech précipite l'annonce de la découverte d'Éris.

Le 20 juillet, l'équipe de Caltech publie un résumé en ligne d'un rapport destiné à présenter Hauméa en septembre où il est précisé que l'objet pourrait être plus grand et plus brillant que tout objet précédemment connu dans la ceinture de Kuiper,,. Une semaine plus tard, l'équipe espagnole, annonçant que Pablo Santos Sanz — un élève de José Luis Ortiz — a découvert l'objet indépendamment le 25 juillet 2005 grâce à des images datant de mars 2003 à l'observatoire de Sierra Nevada, envoie en premier un rapport au Centre des planètes mineures (MPC) qui est officiellement diffusé le 29 juillet,,. Dans un communiqué de presse publié le jour même, l'équipe de José Luis Ortiz qualifie Hauméa de « dixième planète », choix que Mike Brown critique a posteriori car l'équipe espagnole n'avait pas assez d'informations pour l'affirmer, notamment sur sa masse.
Mike Brown se rend rapidement compte qu'il s'agit du même objet qu'il suivait et qu'il est possible d'accéder directement aux rapports de l'observatoire de Kitt Peak, qu'il avait utilisé pour des vérifications d'orbites, en cherchant via Google le code utilisé dans son rapport public,,. Il constate alors que les positions de Xena (Éris) et d’Easter Bunny (Makémaké) sont accessibles,. Craignant de se faire également doubler pour celles-ci, il décide de ne pas attendre octobre pour les révéler et envoie le jour même au MPC les informations permettant d'officialiser leur découverte, qui sont donc aussi publiées le 29 juillet,. Le soir, le bureau central des télégrammes astronomiques (CBAT) publie une circulaire annonçant la découverte presque simultanée des trois grands objets,. Mike Brown fait en parallèle une conférence de presse sur le sujet de la découverte d'Éris — le plus grand objet des trois, dont on pense alors qu'il dépasse en taille Pluton — la présentant elle comme la dixième planète plutôt que Hauméa. Si la paternité de la découverte de Hauméa est discutée entre l'équipe espagnole et Caltech en raison de cette controverse, la première ayant notamment été accusée de fraude scientifique par la seconde, l'équipe américaine est totalement reconnue comme découvreurs d'Éris et de Makémaké,,.

### Dénomination
Éris est nommée d'après la déesse grecque Éris (en grec Ἔρις), une personnification de la discorde,. Le nom est proposé par l'équipe de Caltech le 6 septembre 2006 et est officiellement attribué par le biais d'une circulaire du Bureau central des télégrammes astronomiques le 13 septembre 2006, à la suite d'une période inhabituellement longue pendant laquelle l'objet est connu par sa désignation provisoire 2003 UB313, automatiquement donnée par l'Union astronomique internationale suivant le protocole de désignation des planètes mineures. Ce délai dans l'attribution du nom est causé par l'incertitude du statut de l'objet à l'époque, à savoir planète ou objet mineur, car différentes procédures de nomenclatures s'appliquent pour ces différentes classes d'objets,. La désignation des planètes mineures et autres petits corps implique de donner aux corps dont l'orbite est connue avec certitude un numéro définitif. Éris possède le numéro 136199 et sa désignation scientifique officielle complète est donc (136199) Éris.

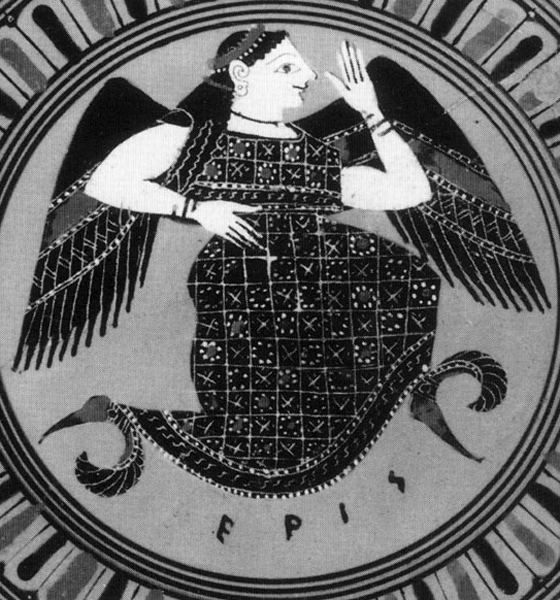
La déesse grecque Éris (peinture de vase athénienne, vers 550 av. J.-C.).

Avant cette désignation définitive, deux surnoms sont utilisés pour l'objet dans les médias. Le premier, « Xena » est le nom informel utilisé par l'équipe de Caltech, d'après l'héroïne éponyme de la série télévisée Xena, la guerrière, qui était toujours diffusée à la télévision à l'époque,. Selon Mike Brown, ils avaient conservé ce surnom pour le premier objet découvert plus grand que Pluton car débutant par un X et symbolisant la planète X,. De plus, il sonne mythologique et ils souhaitaient faire en sorte qu'il y ait plus de divinités féminines parmi les objets transneptuniens ; comme pour Sedna. Cependant, ils n'avaient pas pour objectif que ce surnom soit diffusé et c'est un journaliste du New York Times qui permet sa popularité à la suite d'une discussion avec Mike Brown. D'après Govert Schilling, Mike Brown aurait d'abord souhaité appeler définitivement l'objet « Lila », d'après un concept de la mythologie hindoue ressemblant à « Lilah », le nom de sa fille qui venait de naître. Brown choisit de ne pas rendre ce nom public avant qu'il ne soit officiellement accepté car il avait été fortement critiqué un an plus tôt en violant ce protocole pour Sedna,. Cependant, sa page Web personnelle annonçant la découverte avait pour adresse /~mbrown/planetlila et dans le chaos à la suite de la découverte de Haumea, il oublie de la modifier avant de publier. Plutôt que de relancer une controverse similaire à celle de Sedna, il dit simplement que la page Web est nommée d'après sa fille et abandonne ensuite l'idée de nommer l'objet « Lila ». Par ailleurs, Diane, la femme de Mike Brown était de toute manière contre le fait que ce nom soit utilisé afin de faire secrètement référence à leur fille en raison des potentielles conséquences que cela pourrait avoir sur l'enfant.
L'équipe de Caltech suggère également « Perséphone », l'épouse du dieu Pluton. Le nom avait déjà été utilisé plusieurs fois par l'auteur de science-fiction Arthur C. Clarke et est alors populaire auprès du public, ayant notamment remporté un sondage mené par New Scientist. Dans ce dernier, « Xena », en dépit d'être seulement un surnom, arrive quatrième. Cependant, ce choix devient impossible lorsque l'objet est annoncé comme une planète naine car il existe déjà un astéroïde portant ce nom, (399) Perséphone,.
Pour justifier Éris, le choix final de l'équipe de Caltech, Mike Brown explique que l'objet a été considéré comme une planète pendant si longtemps qu'il mérite donc un nom de la mythologie grecque ou romaine, comme les autres planètes. Éris, qu'il décrit par ailleurs comme sa déesse préférée, est dans la mythologie grecque responsable de conflits et de discordes, notamment la guerre de Troie. L'astronome fait alors le rapprochement avec la controverse sur la définition d'une planète qu'a lancée la découverte de l'objet,,. Le nom du satellite d'Éris, Dysnomie, qui est celui de la déesse grecque de l'anarchie, conserve cette idée. Avant d'être officiellement désigné, il était surnommé « Gabrielle » par ses découvreurs, d'après l'acolyte de Xena dans la série télévisée,. Le clin d'œil à la série est ainsi conservé, puisqu'en anglais, l'anarchie se dit lawlessness et que l'actrice interprétant Xena est Lucy Lawless,.
Le thème morphologique grec et latin du nom est Erid-, de sorte que l'adjectif correspondant à la planète naine est « éridien » (en anglais eridian),.
Son symbole planétaire est .

### Statut
Éris est une planète naine transneptunienne, c'est-à-dire un plutoïde,. Ses caractéristiques orbitales la classent plus spécifiquement comme un objet du disque des objets épars (ou objet épars), un objet transneptunien qui a été perturbé depuis la ceinture de Kuiper vers des orbites plus éloignées au-delà (plus d'environ 48 UA) à la suite de perturbations gravitationnelles avec Neptune — et de façon moindre avec les autres planètes géantes — lors de la formation du Système solaire,.

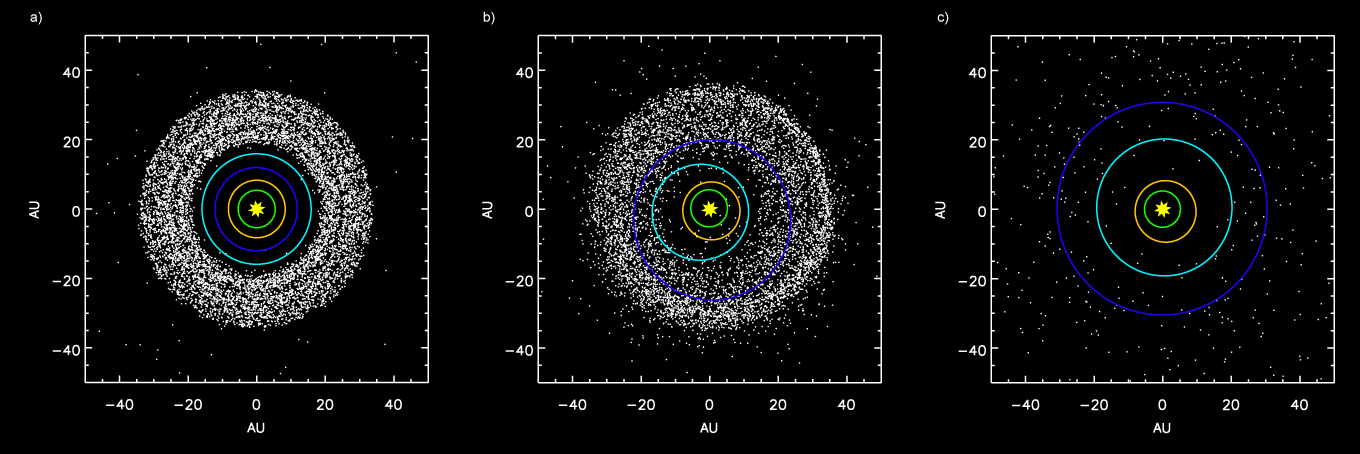
Simulation du modèle de Nice montrant les planètes extérieures et la ceinture de Kuiper, à l'origine de l'orbite excentrique d'Éris :
1. avant que Jupiter et Saturne n'atteignent une résonance de 2:1 ;
2. après la diffusion vers l'intérieur des objets de la ceinture de Kuiper à la suite du déplacement orbital de Neptune ;
3. après éjection des corps dispersés de la ceinture de Kuiper par Jupiter.

Bien que sa forte inclinaison orbitale soit inhabituelle parmi la plupart des autres objets épars connus, les modèles théoriques — comme le modèle de Nice — suggèrent que les objets épars qui étaient à l'origine près du bord intérieur de la ceinture de Kuiper auraient été dispersés sur des orbites avec des inclinaisons plus élevées que les objets de la ceinture externe. Comme la ceinture de Kuiper interne devrait être généralement plus massive que l'externe, les astronomes expliquent ainsi la présence d'Éris et des autres gros objets avec de hautes inclinaisons orbitales, tandis que celles-ci étaient auparavant négligées et les observations concentrées près de l'écliptique,,.
Éris étant initialement considérée comme plus grande que Pluton, elle est annoncée comme la « dixième planète » du Système solaire par la NASA et dans les rapports des médias sur sa découverte,. En réponse à une incertitude concernant son statut et en raison du débat sur la question de savoir si Pluton devrait toujours être classée comme planète, l'Union astronomique internationale (UAI) délègue à un groupe d'astronomes le soin de développer une définition suffisamment précise du terme planète pour trancher la question,. Éris et Pluton étant semblables en de nombreux points, il apparaît qu'elles doivent être classées dans la même catégorie et, fin 2005, Mike Brown suggère par exemple comme critère qu'un nouvel objet découvert serait une planète s'il était plus grand que Pluton, arguant le poids de la tradition pour conserver Pluton en tant que planète. Cette proposition est jugée orientée car Éris est alors considérée comme plus grande que Pluton et il se retrouverait donc découvreur de la dixième planète.
La définition des planètes de l'Union astronomique internationale est adoptée le 24 août 2006,. Éris et Pluton deviennent toutes deux classées comme des planètes naines, une catégorie distincte de la nouvelle définition de planète. Ce choix est alors très controversé et de nombreux astronomes déclenchent différentes formes de protestation et de pétitions afin que Pluton reste une planète. Cependant, à la surprise de beaucoup, Mike Brown approuve cette décision même si cela implique que sa découverte ne sera pas une planète. Il publie tout de même un « Requiem pour Xena » sur son site le lendemain de la décision,. L'UAI ajoute ensuite en septembre 2006 l'objet à son catalogue des planètes mineures, la désignant (136199) Éris.
La nouvelle sous-catégorie des « plutoïdes », dont fait partie Éris, est officiellement créée par l'UAI lors d'une réunion de son comité exécutif à Oslo le 11 juin 2008,.

## Caractéristiques physiques

### Dimensions

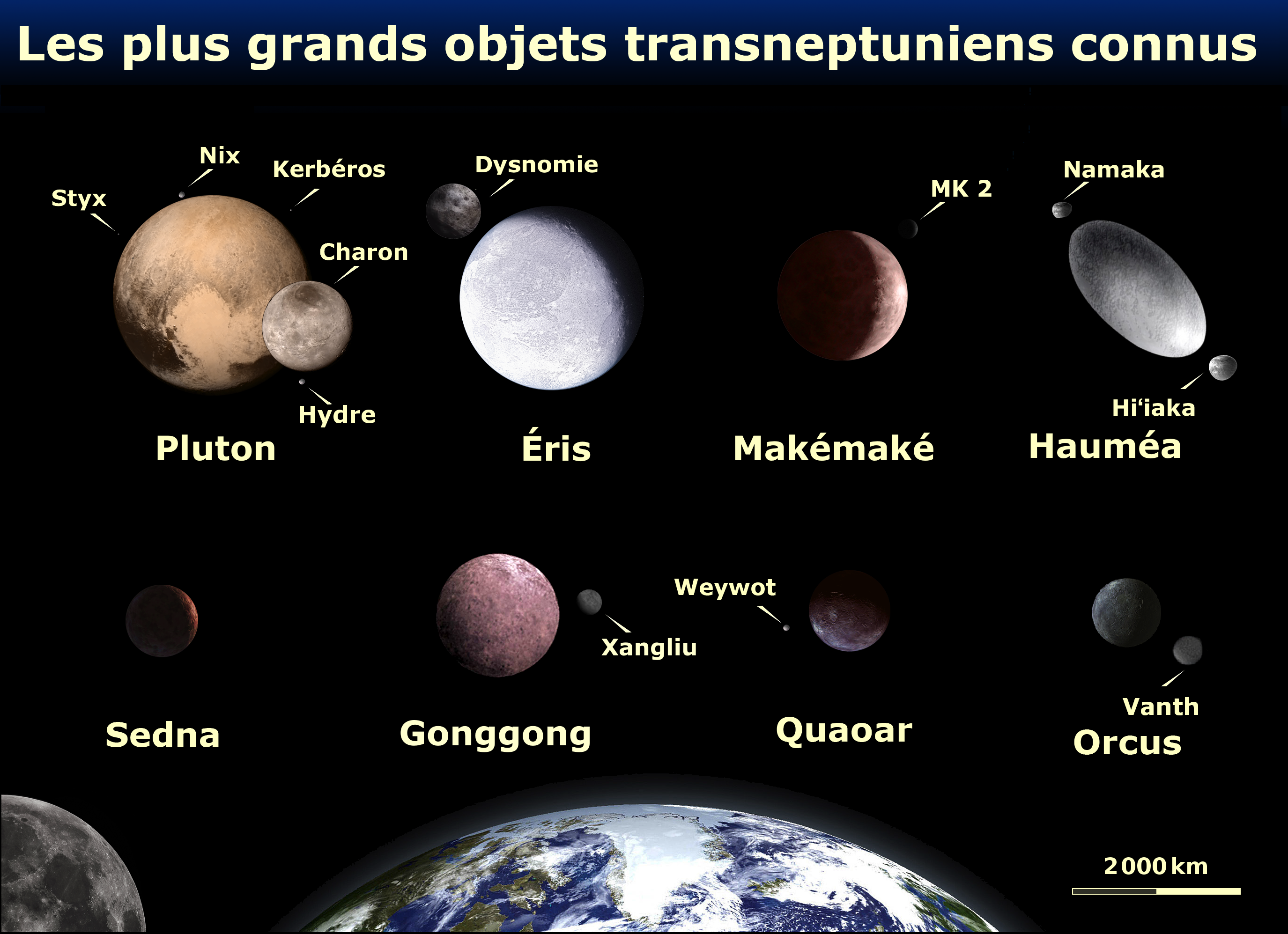
Photomontage de vues d'artiste à l'échelle d'Éris (en haut à gauche) et autres objets transneptuniens comparés à la Terre.

Depuis sa découverte, les mesures des dimensions d'Éris ont été recalculées et affinées à de multiples reprises.
Une première valeur de la taille d'Éris est publiée en février 2006 dans Nature par une équipe allemande grâce au radiotélescope de l'Institut de radioastronomie millimétrique (IRAM) en Espagne et fondée sur le rayonnement thermique à la longueur d'onde de 1,2 mm où la luminosité de l'objet ne dépend que de sa température et de sa superficie,. Le résultat est de 3 000 ± 300 ± 100 km et l'étude est intitulée « L'objet transneptunien UB313 est plus grand que Pluton » sous forme d'affirmation péremptoire, une pratique rare dans la recherche d'après Alain Doressoundiram et Emmanuel Lellouch,.
Quelques mois plus tard, en mai 2006, l'équipe de Mike Brown publie leur valeur du diamètre d'Éris à 2 397 ± 100 km à l'aide des images prises par le télescope spatial Hubble depuis 2003,. Sa taille est déduite du fait que la luminosité d'un objet dépend à la fois de sa taille et de son albédo,. Éris serait donc 4 % plus grande que Pluton et son albédo serait de 0,96, ce qui en ferait l'objet le plus brillant du Système solaire après Encelade, un satellite naturel de Saturne,. Cet albédo élevé pourrait être causé par sa surface glacée, réalimentée par les fluctuations de température selon que l'orbite excentrique d'Éris l'amène plus ou moins près du Soleil,. Au sujet de l'importante différence entre les résultats du télescope Hubble et ceux de l'IRAM, Mike Brown explique avoir réalisé une approximation de la magnitude absolue légèrement inférieure à celle supposée auparavant (−1,12 ± 0,01 contre −1,16 ± 0,1), ce qui crée des différences sur le diamètre calculé.
En novembre 2007, une série d'observations des plus gros objets transneptuniens par le télescope spatial Spitzer fournit une autre approximation d'Éris avec un diamètre estimé encore plus grand de 2 600+400−200 km, impliquant que la planète naine pourrait être jusqu'à 30 % plus grande que Pluton. Ainsi, au vu de ces trois observations, la connaissance scientifique en 2008 permet toujours d'« affirmer avec certitude qu'Éris est plus grand que Pluton ».

Schéma de l'occultation d'une étoile par Éris le 6 novembre 2010 ayant permis de mesurer sa taille.

Cependant, le 6 novembre 2010, Éris occulte une étoile de 16e magnitude de la constellation de la Baleine,. C'est alors la première fois qu'une occultation d'un objet si éloigné du Soleil au sein du Système solaire est constatée. Ce phénomène est notamment observé pendant 27 secondes depuis l'observatoire de La Silla et pendant 76 secondes depuis l'observatoire d'Alain Maury, près de San Pedro de Atacama, plusieurs télescopes placés sur la ligne d'observation s'étirant de l'Amérique centrale à l'Afrique suivent l'événement. Ces mesures, entre autres, permettent à Bruno Sicardy et al. de déduire une nouvelle valeur du diamètre de l'astre bien plus précise à 2 326 ± 12 km,. C'est légèrement moins que Pluton, dont le diamètre est alors estimé à 2 344 km, et implique donc qu'Éris est en réalité plus petite que Pluton, contrairement à ce qui était pensé auparavant,. Par comparaison, cette taille représente moins du cinquième du diamètre de la Terre.
Bien qu'une grande incertitude règne donc sur les dimensions d'Éris, la mesure de sa masse est connue avec une bien meilleure précision. En effet, grâce à la période de révolution de sa lune Dysnomie en 15,774 jours, il est possible avec la troisième loi de Kepler de directement connaître leur masse et de déduire que celle d'Éris vaut (1,66 ± 0,02) × 1022 kg, soit 27 % supérieure à celle de Pluton,,,.
En juillet 2015, la valeur du diamètre de Pluton est affinée à 2 370 ± 20 km grâce aux mesures effectuées par la sonde New Horizons, ce qui permet de confirmer que Pluton est effectivement plus grand qu'Éris. Ces dimensions confirment qu'Éris est le 9e corps connu le plus massif et le 10e plus grand en orbite directement autour du Soleil.

### Composition interne
La composition interne d'Éris est pour l'instant inconnue mais pourrait être proche de celle de Pluton. S'il y a eu différenciation planétaire, elle pourrait avoir un noyau rocheux. Grâce à sa masse connue et sa taille vérifiée avec une bonne précision lors de l'occultation de 2010, une première mesure de la masse volumique d'Éris est faite à 2,52 ± 0,05 g/cm3, réévaluée en 2021 à 2,43 ± 0,05 g/cm3. C'est bien plus que celle de Pluton, estimée à 1,75 g/cm3. Ainsi, la densité voisine de 1 des glaces détectées en surface doit être compensée par une masse rocheuse, de densité de l'ordre de 4 ou 5, en proportion égale aux glaces d'eau et substances volatiles (azote, méthane, oxyde de carbone). En proportions, Éris serait un gros corps rocheux couvert d'un modeste manteau de glace d'une centaine de kilomètres d'épaisseur, les deux composantes comptant pour des proportions d'environ 70 et 30 %, avec plus de roches que Pluton car la densité d'Éris est plus élevée. Ces roches pourraient affleurer à la surface sans être visibles car dépourvues de signatures spectrales caractéristiques, ou bien être recouvertes d'une couche de glace. Cependant, toutes ces suppositions restent incertaines et critiquables car elles reposent sur la taille et la densité de la planète naine, qui ne sont pas connues de façon suffisamment certaine.
Avec une teneur en glace d'eau de l'ordre de 50 % ou plus pour la masse d'Éris, la présence en profondeur d'eau liquide sous l'effet de la haute pression est envisageable dans les couches profondes, coexistant avec de la glace sous haute pression. Les modèles de chauffage interne par désintégration radioactive suggèrent de façon concordante qu'Éris pourrait être dotée d'un océan subglaciaire à la limite entre le manteau et le noyau.

### Surface

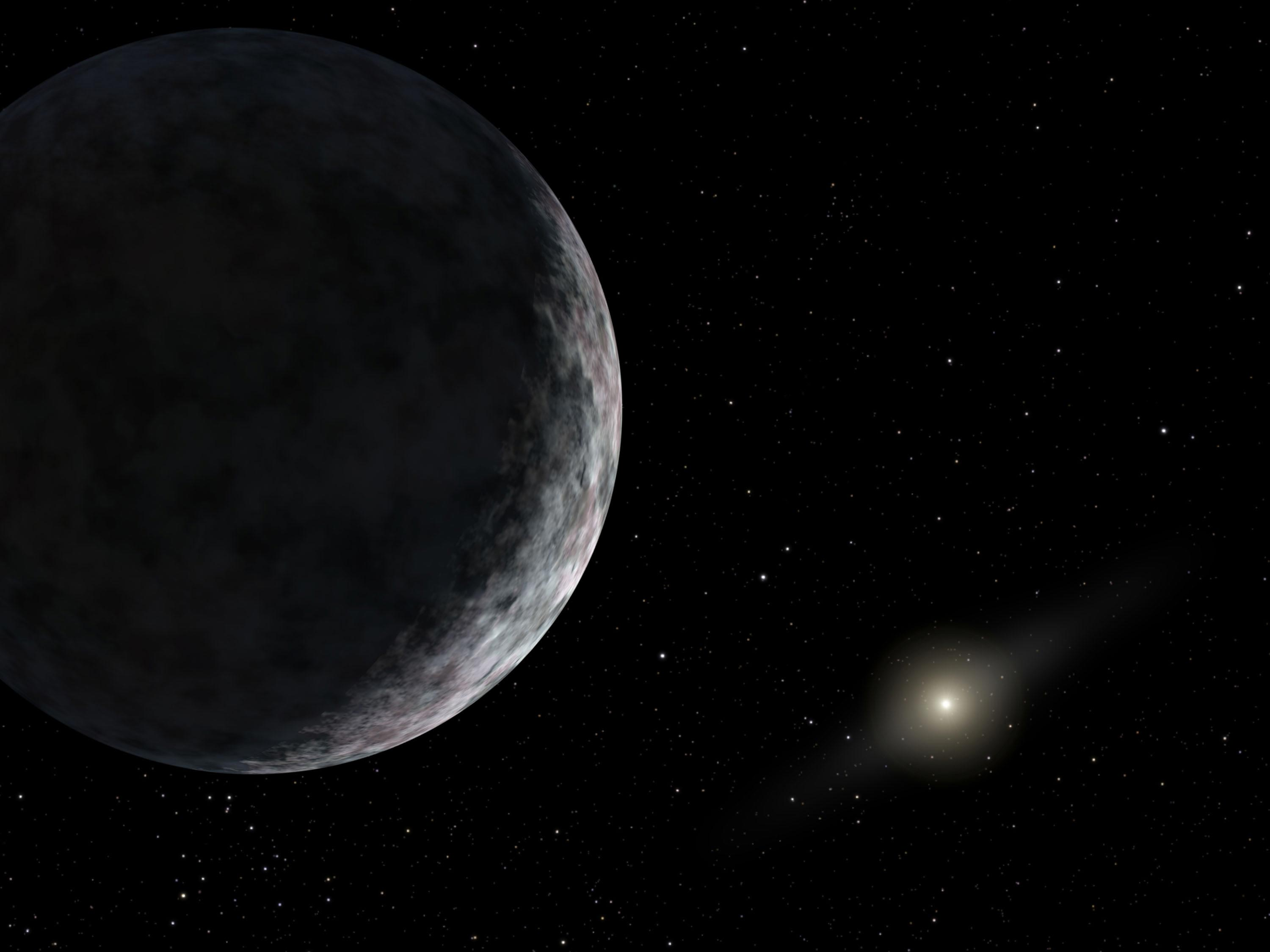
Vue d'artiste de la surface d'Éris.

La seule façon de déduire les caractéristiques de surface d'Éris depuis la Terre ou ses environs est d'utiliser des moyens indirects comme l'analyse spectrale. Le spectre électromagnétique d'Éris est observé par le télescope de 8 mètres Gemini North à Hawaï le 25 janvier 2005,. L'analyse infrarouge de l'objet révèle la présence de glace de méthane — et potentiellement de glace d'azote —, indiquant que la surface d'Éris semble être similaire à celle de Pluton,,. Il s'agit du troisième objet transneptunien sur lequel du méthane est détecté, après Pluton et sa lune Charon. Par ailleurs Triton, un satellite naturel de Neptune, semble être d'origine similaire aux objets de la ceinture de Kuiper et possède également du méthane à sa surface. D'autres analyses ultérieures amènent à modéliser et à diviser la surface de la planète naine en deux parties : une couverte de glace de méthane presque pure et l'autre d'un mélange de glaces de méthane, d'azote et d'eau, ainsi que de tholins,. La concentration en azote dans la surface pourrait varier en fonction de la profondeur et des variations saisonnières.

Les spectres infrarouges d'Éris (en rouge) et de Pluton (en noir) mettent en évidence leurs lignes d'absorption du méthane communes.

Cependant, à la différence de Pluton et Triton, Éris semble être de couleur grise voire blanche,. La couleur rougeâtre de Pluton est probablement due à des dépôts de tholin sur sa surface, assombrissant celle-ci en augmentant sa température et provoquant donc l'évaporation des dépôts de méthane. En comparaison, Éris se situe assez loin du Soleil pour que le méthane se condense sur sa surface même là où son albédo est faible. Cette condensation uniforme sur toute la surface recouvrirait en grande partie les dépôts de tholin rouge.
Du fait de son orbite, la température de surface d'Éris devrait varier entre 30  et   56 K (−243 °C et −217 °C),,. Le méthane étant très volatil, sa présence indique qu'Éris a toujours résidé dans une région lointaine du Système solaire où la température est suffisamment froide ou qu'elle possède une source interne de méthane pour compenser la perte de gaz hors de son atmosphère,. Ces observations contrastent avec celles d'une autre planète naine transneptunienne, Hauméa, qui possède de la glace d'eau mais pas de méthane.

### Atmosphère
Éris apparaît extrêmement brillante : son albédo très élevé de 0,96 implique qu'elle réfléchit jusqu'à 96 % de la lumière du Soleil, ce qui est bien davantage que les 80 % constatés avec de la neige fraîche par exemple. Pour expliquer ce phénomène, Bruno Sicardy, enseignant-chercheur au LESIA, propose : « Cet éclat pourrait s'expliquer par la jeunesse ou fraîcheur du sol gelé : il ne date pas des origines du Système solaire. Au fur et à mesure qu'Éris s'approche ou s'éloigne du Soleil sur son orbite, son atmosphère d'azote se condense en fine couche brillante d'environ un millimètre d'épaisseur. Puis, elle se volatilise de nouveau »,.
Cette luminosité permet de suggérer qu'Éris possède une atmosphère, potentiellement jumelle de celle de Pluton,,. Lorsque Éris est au périhélie, à environ 37,77 UA, son atmosphère serait maximale : à la surface, certaines régions sont très brillantes, du fait de restes de glace d'azote, et des régions sombres, composées d'hydrocarbures complexes relevées par la sublimation des glaces. Ce sera le cas dans environ 250 ans et l'atmosphère d'Éris sera alors au plus proche de celle actuelle de Pluton, avec une pression atmosphérique proche du microbar,. Quand Éris s'éloigne du Soleil, son atmosphère se condense et recouvre la surface de glace fraîche. À son point le plus éloigné, les glaces s’assombrissent sous l'effet des rayonnements ultraviolets et des composés complexes se forment. À l'approche de son périhélie suivant, les glaces commencent à se sublimer à nouveau,,.

### Rotation
Quant à sa période de rotation, elle était estimée à 25,9 heures,. Cette mesure reposait notamment sur un calcul à l'aide du télescope spatial Swift et de mesures au sol permettant de garantir cette mesure avec une certitude statistique de 99 %. Cependant, d'autres calculs à partir des données du télescope spatial Hubble aboutissent à une valeur bien plus élevée de 14,56 ± 0,10 jours et indiquent que Dysnomie serait pratiquement en rotation synchrone avec sa période de révolution d'environ 15,79 jours.
En novembre 2022, une étude de R. Szakáts et al., basée sur de nouvelles données de courbe de lumière d'Éris prises avec des télescopes au sol de classe ∼1-2 mètres et avec les télescopes spatiaux TESS et Gaia, montre une période de courbe de lumière égale à la période orbitale de Dysnomie, 15,8 jours, avec une amplitude de courbe de lumière de 0,03 magnitude, ce qui signifie qu'Éris a une rotation synchrone. En supposant que Dysnomie a une origine collisionnelle, les calculs avec un modèle d'évolution de marée simple montrent que Dysnomie doit être relativement massif (rapport de masse de 0,01 à 0,03) et grand (rayon de ≥ 300 km) pour ralentir Éris en rotation synchrone. Ces simulations indiquent également que, en supposant des paramètres de marée habituellement pris en compte pour les objets transneptuniens, la masse volumique de Dysnomie devrait être de 1,8 à 2,4 g/cm3, une valeur exceptionnellement élevée parmi des objets transneptuniens de taille similaire, imposant des contraintes importantes sur les conditions de formation.

## Orbite

### Caractéristiques orbitales

Diagrammes illustrant l'orbite d'Éris par rapport à celles de Saturne, d'Uranus, de Neptune et de Pluton (en blanc et gris).

Éris possède une orbite fortement excentrique qui l'amène à 38 UA du Soleil à son périhélie et à 97,56 UA à son aphélie, avec une période orbitale de 559 ans,,. Contrairement aux huit planètes, dont les orbites se trouvent toutes à peu près dans le même plan que celui de la Terre, l'orbite d'Éris est très fortement inclinée : elle forme un angle d'environ 44 degrés par rapport l'écliptique,. Comme la date du périhélie est définie à l'époque choisie à l'aide de la solution par calcul numérique d'un problème à deux corps, plus l'époque est éloignée de la date du périhélie, moins le résultat est précis. Le Jet Propulsion Laboratory Horizons arrive après simulation à la conclusion qu'Éris est arrivée au périhélie vers 1699, à l'aphélie vers 1977, et sera de retour à son périhélie vers 2257,,.

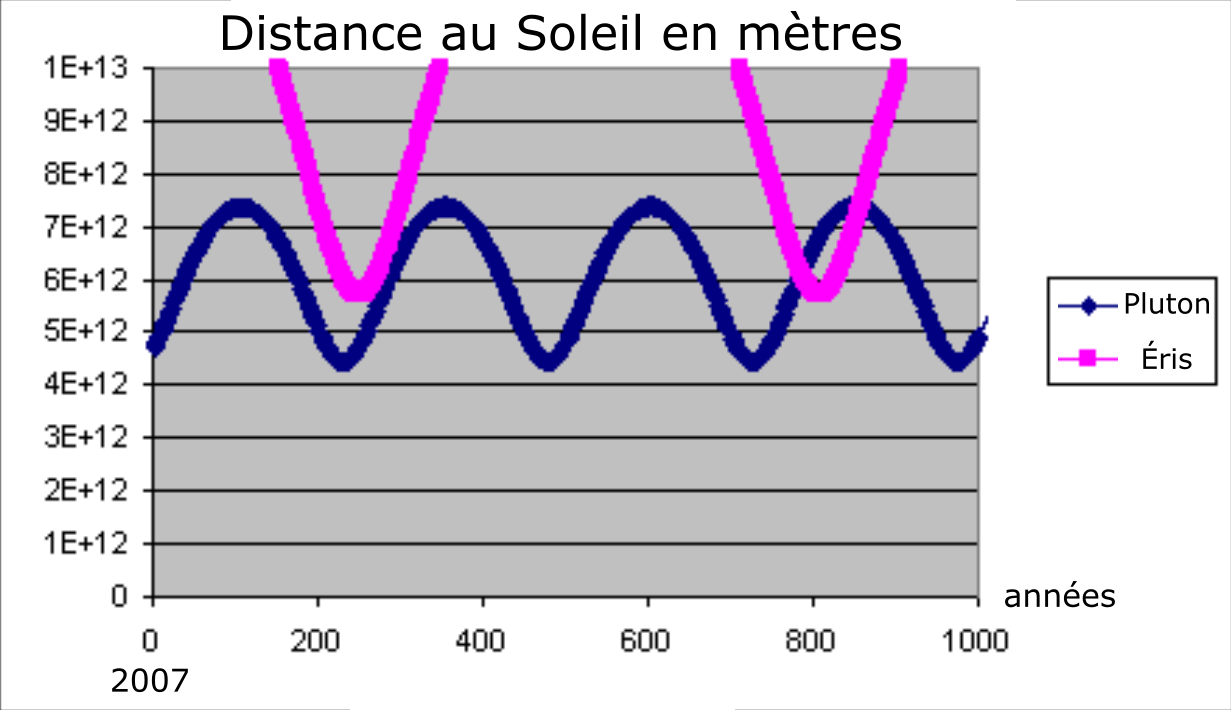
Distances d'Éris et de Pluton par rapport au Soleil de 2007 à 3007.

Éris est dans les années 2020 située à environ 96 UA du Soleil, presque à son aphélie, ce qui implique qu'il faut plus de neuf heures aux rayons du Soleil pour l'atteindre. Lorsqu'ils sont découverts, Éris et Dysnomie sont les objets connus les plus éloignés du Système solaire, à l'exception des comètes de longue période et des sondes spatiales comme Voyager 1 et 2 ou Pioneer 10,. Cela reste le cas jusqu'en 2018, après la découverte de 2018 VG18. Cependant, avec un demi-grand axe de près de 68 UA, ce n'est pas l'objet non cométaire dont le périhélie est le plus lointain, ni l'objet non cométaire possédant la période de révolution la plus longue. Ainsi, dès 2008, plus de quarante objets transneptuniens connus étaient plus proches du Soleil qu'Éris même si leur demi-grand axe est plus grand, comme 1996 TL66, 2000 CR105, 2000 OO67, 2006 SQ372 ou (90377) Sedna.
Le périhélie d'Éris d'environ 38 UA est typique des objets épars et, bien qu'intérieur à l'orbite de Pluton, la met en principe à l'abri de l'influence de Neptune, dont le demi-grand axe est à 30 UA du Soleil,,. Pluton, en revanche, comme les autres plutinos, suit une orbite moins inclinée et moins excentrique et, protégé par les résonances orbitales, peut traverser l'orbite de Neptune. Dans environ huit siècles, Éris sera plus proche du Soleil que Pluton pendant quelques dizaines d'années. Elle aurait été formée dans le bord interne de la ceinture de Kuiper et influencée par Neptune alors que le Système solaire se formait, ce qui explique sa position et sa forte inclinaison orbitale.

Diagramme des objets transneptuniens en fonction de leur distance au Soleil et de leur inclinaison orbitale. Éris est en haut à droite.

### Visibilité

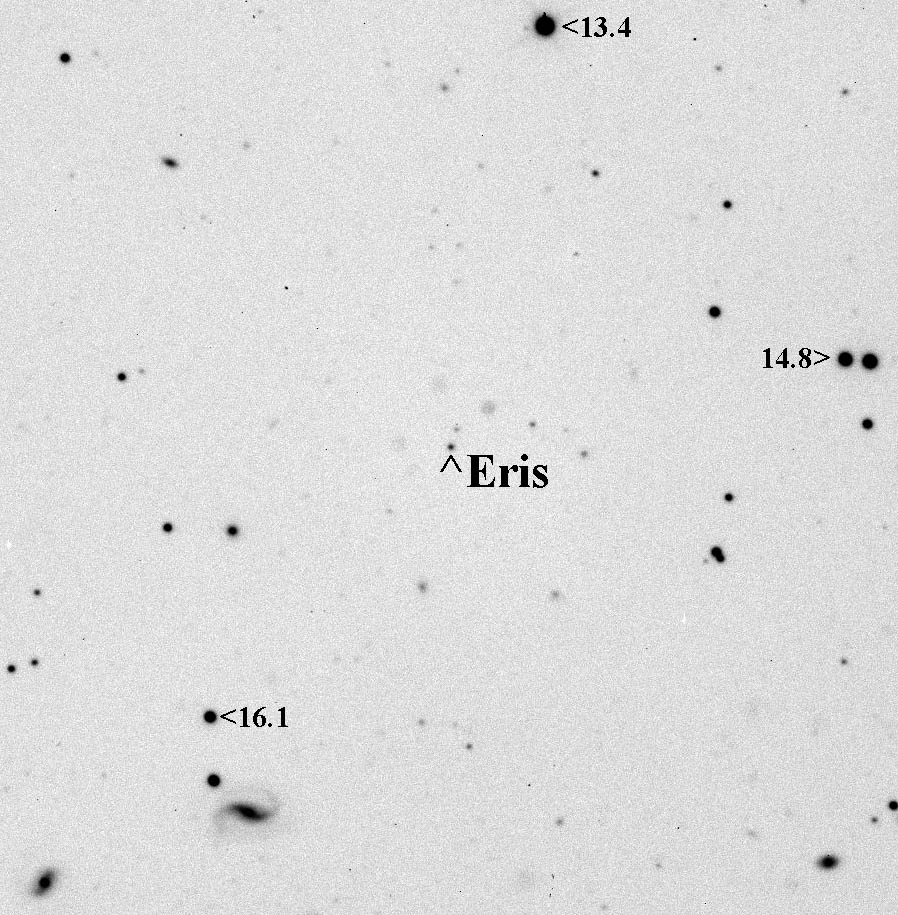
Aperçu d'Éris avec un télescope.

La magnitude apparente d'Éris est d'environ 19, ce qui la rend suffisamment brillante pour être détectable par certains télescopes amateurs,,. Par exemple, un télescope de 200 mm avec un capteur photographique CCD peut détecter Éris dans des conditions favorables. Grâce à son fort albédo de 0,96, Éris serait 50 % plus lumineuse que Pluton si elle était ramenée à la même distance que l'autre planète naine.
Malgré sa relative visibilité, sa découverte est tardive comme celle de Hauméa et de Makémaké car les premières enquêtes d'objets distants se sont d'abord concentrées sur les régions proches de l'écliptique, une conséquence du fait que les planètes et la plupart des petits corps du Système solaire partagent un plan orbital commun à cause de la formation du Système solaire dans le disque protoplanétaire,,,.
En raison de la forte inclinaison de son orbite, Éris reste de nombreuses années dans la même constellation du zodiaque traditionnel. Elle se trouve depuis 1929 dans la constellation de la Baleine et entrera en 2036 dans les Poissons. Elle se trouvait dans le Sculpteur de 1876 à 1929 et dans le Phénix d'environ 1840 à 1875. Après son entrée en 2065 dans le Bélier, elle passera dans l'hémisphère céleste nord : en 2128 dans Persée et en 2173 dans la Girafe où elle atteindra sa déclinaison nord maximale.

## Satellite
Éris possède un unique satellite naturel connu, nommé Dysnomie (officiellement : (136199) Éris I Dysnomie). Il est découvert par l'équipe de Michael E. Brown le 10 septembre 2005 avec un télescope de 10 mètres à l'observatoire W. M. Keck, Hawaï, et annoncé officiellement le 2 octobre 2005,. Sa découverte est le résultat de l'utilisation d'un nouveau système à étoile guide laser par l'équipe d'optique adaptative pour les quatre plus brillants objets transneptuniens (Pluton, Makémaké, Hauméa et Éris). Sa cause de formation la plus probable, tout comme pour la quasi-totalité des autres lunes d'objets transneptuniens, serait une collision suivie d'une accrétion des débris autour de l'objet massif restant,. L'orbite du satellite aurait pu grandement évoluer depuis la collision qui l'a amené à se former et la présence d'autres satellites non encore découverts n'est pas à exclure.
Dysnomie porte d'abord la désignation provisoire « S/2005 (2003 UB313) 1 », type de dénomination usuel pour un satellite. Puis, après que « 2003 UB313 » a reçu le nom officieux de « Xena », l'équipe décide de surnommer le satellite « Gabrielle », d'après le prénom de l'acolyte du personnage fictif,. Après qu'Éris ait reçu son nom définitif, le choix pour « Dysnomie » est fixé en septembre 2006, en référence à la déesse grecque de l'anarchie Dysnomie (en grec Δυσνομία), qui est fille d'Éris,. Brown révèle par ailleurs que le choix a été motivé par la similitude du nom avec celui de sa femme, Diane.
Elle est probablement la deuxième plus grande lune d'une planète naine, après Charon orbitant autour de Pluton, et reste parmi les douze plus gros objets transneptuniens connus avec un diamètre estimé à 700 ± 115 km (25 % à 35 % du diamètre d'Éris). Sa période de révolution autour d'Éris est de 15,785 899 ± 0,000 050 jours avec une légère excentricité orbitale de 0,0062 et un demi-grand axe de 37 430 km,. Ces observations détaillées de l'orbite de Dysnomie autour d'Éris permettent de connaître précisément la masse de la planète naine et du système grâce à la troisième loi de Kepler,,,. Il est estimé que la prochaine série de transits du satellite devant la planète naine se produira en 2239.

## Exploration
Éris n'a jamais été survolée par une sonde spatiale — c'est par ailleurs le plus grand objet du Système solaire qui n'a jamais été survolé — mais dans les années 2010, à la suite du succès du survol de Pluton par la sonde spatiale New Horizons, plusieurs études sont menées pour évaluer la faisabilité d'autres missions de suivi pour explorer la ceinture de Kuiper et au-delà. Des travaux préliminaires d'élaboration de sonde destinée à l'étude du système éridien existent, la masse de la sonde, la source d'alimentation énergétique et les systèmes de propulsion étant des domaines technologiques clés pour ce type de mission,.
On estime qu'une mission de survol d'Éris pourrait prendre 24,66 ans en utilisant une assistance gravitationnelle de Jupiter, sur la base d'une date de lancement en avril 2032 ou en avril 2044. Éris serait à 92,03 UA du Soleil à l'arrivée de la sonde.
Cependant, des études réalisées en 2024 à l'aide du télescope spatial James Webb ont permis de supposer qu'Éris avait une activité hydrothermale ou métamorphique produisant du méthane.